# William Minicozzi
William P. Minicozzi II (Bryn Mawr, 13 de dezembro de 1967) é um matemático estadunidense. Seu campo de trabalho foca a superfície mínima.
Foi palestrante convidado do Congresso Internacional de Matemáticos em Madrid (2006: Embedded minimal surfaces).

## Obras
- com Tobias Colding: Minimal Surfaces, Courant Lecture notes in Mathematics 4, New York 1999
- com Tobias Colding: Disks that are double spiral staircases, Notices of the AMS 50, März 2003, p. 327–339 (online)
- com Tobias Colding: An excursion into geometric analysis (PDF-Datei, 571 kB), in Alexander Grigor’yan, Shing-Tung Yau (Ed.): Surveys in Differential Geometry. Volume IX: Eigenvalues of Laplacians and Other Geometric Operators, International Press, Somerville 2004, p. 83–146